# Milton (Georgia)
Milton – miasto w Stanach Zjednoczonych, w stanie Georgia, w hrabstwie Fulton. Jest częścią obszaru metropolitalnego Atlanty.
Z przeciętnym rocznym dochodem gospodarstwa domowego wynoszącym ponad 128 tys. dolarów, Milton uznawane jest za najbogatsze miasto w Georgii. 

## Demografia
Według spisu ludności z roku 2020, liczy 41,3 tys. mieszkańców, w tym 67,3% to osoby białe, 14,7% Azjaci, 13,6% osoby czarnoskóre lub Afroamerykanie i 4,3% było rasy mieszanej. Latynosi stanowili 5,9% populacji. 
W latach 2010–2020 populacja miasta wzrosła o 26,4%. Wśród osób deklarujących pochodzenie azjatyckie, większość stanowią Hindusi (10,6%).